# Alexander Radwan

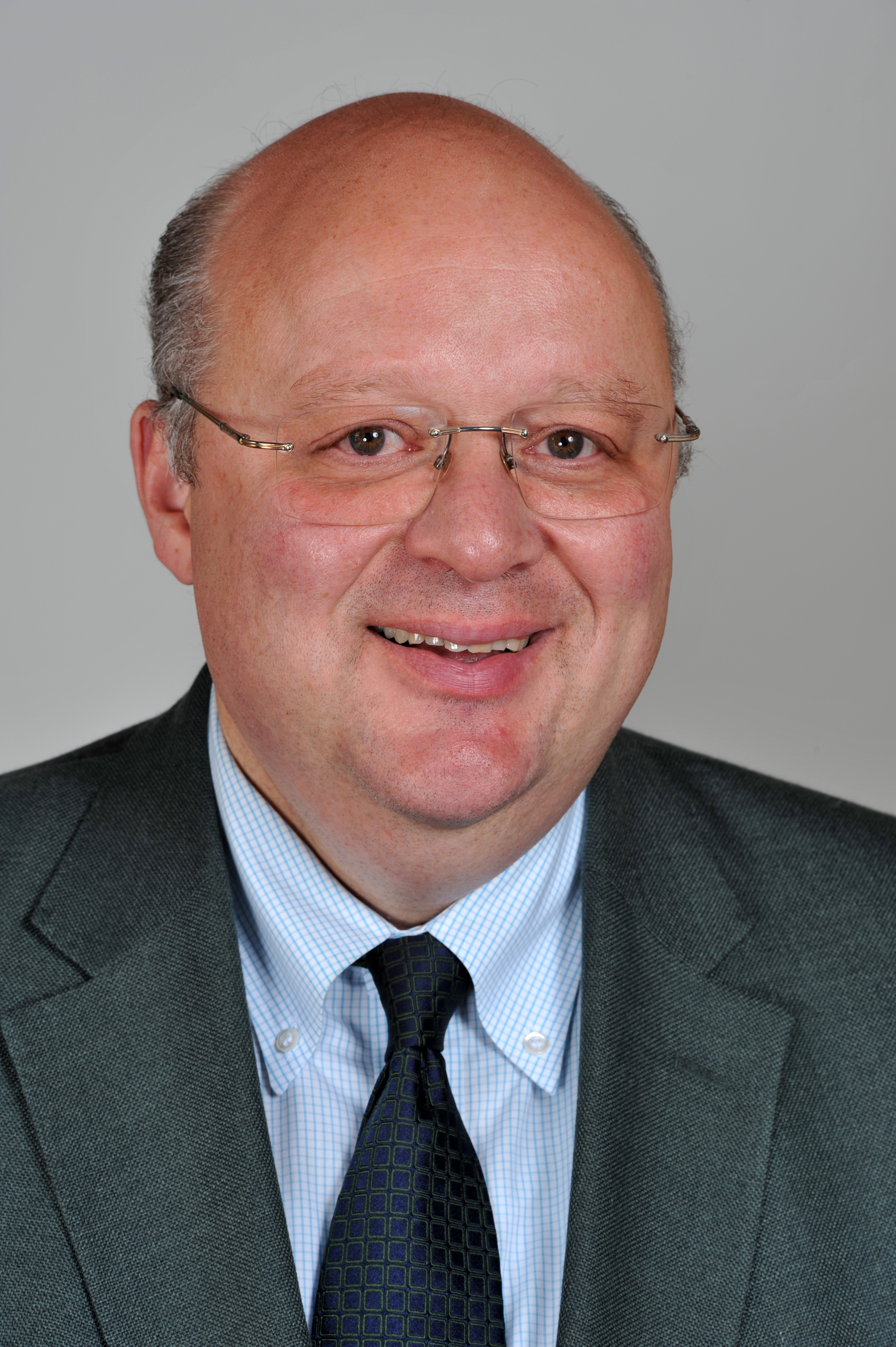
Alexander Radwan (2012)

Alexander Radwan este un om politic german, membru al Parlamentului European în perioada 1999-2004 din partea Germaniei.
1. ↑  basic data about the members of the Bundestag, accesat în 13 aprilie 2018
2. ↑  „Alexander Radwan”, Gemeinsame Normdatei, accesat în 9 aprilie 2014
3. 1 2
4. ↑   http://www.bundestag.de/bundestag/abgeordnete18/biografien/R/radwan_alexander/258908 Lipsește sau este vid: |title= (ajutor)
5. ↑   https://bundeswahlleiter.de/bundestagswahlen/2017/gewaehlte/bund-99/r.html Lipsește sau este vid: |title= (ajutor)
6. ↑  basic data about the members of the Bundestag, accesat în 28 decembrie 2018
7. ↑  Deputații în Parlamentul European